# Tratado de Chaumont

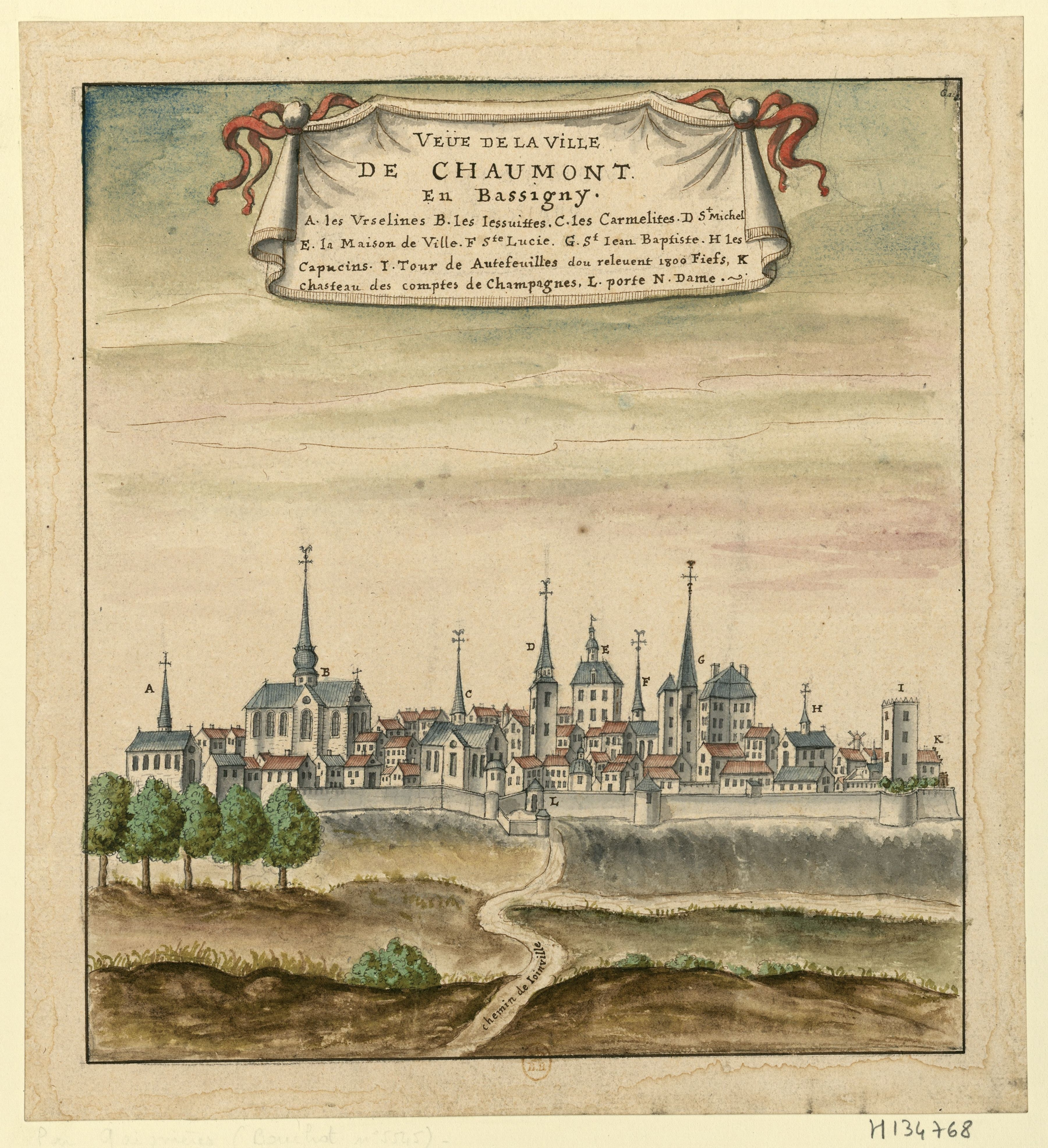
Vista de la ciudad de Chaumont, en Bassigny, hacia 1700. Dibujo de Louis Boudan.

Los  Acuerdos de Chaumont (o Tratado de Chaumont), fueron una serie de acuerdos firmados por separado entre el Imperio austriaco, el Reino de Prussia, el Imperio ruso y el Reino Unido firmados el 1 de marzo de 1814, a pesar de que la firma real tuvo lugar entre el 9 y el 19 de marzo. El tratado tenía la intención de dibujar los poderes de la Sexta Coalición hacia una alianza más cercana en el evento de que Francia rehusara los acuerdos de paz  ofrecidos recientemente . Cada uno acordó poner 150.000 soldados en el campo en contra de Francia, para garantizar la paz europea (una vez alcanzada), durante veinte años, contra cualquier agresión francesa.

## Contexto histórico
Siguiendo las discusiones de febrero de 1814, representantes de Austria, Prussia, Rusia, y Gran Bretaña acordaron una reunión en Chaumont, (Haute-Marne),  el 1 de marzo de 1814. El Tratado de Chaumont resultante se firmó entre el 9 y el 19 de marzo de 1814, (a pesar de datarlo el 1 de marzo de 1814), por Emperador Alejandro I de Rusia, Emperador Francisco II (con Metternich), el rey Federico Guillermo III, y el ministro de asuntos exteriores británico el Vizconde de Castlereagh. El Tratado pedía a Napoleón que dejara todas sus  conquistas, revirtiendo así a Francia a sus fronteras prerrevolución, en intercambio para un alto el fuego. Si Napoleón rehusaba el tratado, los Aliados prometían continuar la guerra. Al día siguiente Napoleón rehusó el tratado, acabando su última posibilidad de un fin negociado.
Las decisiones fuero ratificadas de nuevo y ejecutadas por el Congreso de Viena de 1814–1815. Los términos del tratado fueron escritos en gran parte por el Vizconde de Castlereagh, el ministro de asuntos exteriores británico, quién ofreció subsidios de dinero en efectivo para mantener los ejércitos en el campo en contra Napoleón. Los plazos claves incluidos el establecimiento de una confederada Alemania, la división en estados independientes, la restauración de los Borbones como reyes de España, y la ampliación de Holanda para incluir lo que en 1830 sería la Bélgica moderna. El tratado de Chaumont se convirtió en la piedra angular de la Alianza europea qué conformaría el equilibrio de poderes durante décadas.